# Бреддорф
Бреддорф (нім. Breddorf) — громада в Німеччині, розташована в землі Нижня Саксонія. Входить до складу району Ротенбург-на-Вюмме. Складова частина об'єднання громад Тармштедт.
Площа — 36,46 км2. Населення становить 1037 ос. (станом на 31 грудня 2021).